# Alexander Kølpin (kirurg)
 Der er flere personer med dette navn, se Alexander Kølpin (flertydig).
Alexander Kølpin (født 7. juli 1731 i Uetersen, død 20. januar 1801) var en tysk-dansk kirurg.
Alexander Kølpin blev født i Uetersen og var en søn af rektor ved klosterets skole Friedrich Christopher K. og Catharina Margaretha f. Evers.

## Tidlig uddannelse
Efter at have frekventeret skolen anbragtes han 1746 i lære hos en kirurg i sin fødeby, gik 1749 til Hamborg for at udvide sine kirurgiske studier og kom 1752 til København, hvor han uddannede sig videre i de lægevidenskabelige discipliner og blev indøvet i praksis af Hans Friedrich Wohlert og Johan Just von Berger. Denne sidste satte ikke megen pris på sin elev, medens derimod Wohlert blev hans tro velynder.
1755 bestod han afgangsprøven ved Theatrum Anatomico-Chirurgicum og udnævntes det følgende år til regimentskirurg ved det jyske infanteriregiment i Rendsborg, i hvilken egenskab han gjorde tjeneste ved den i anledning af forviklingerne med Rusland i Holsten opstillede armé. Ved dennes opløsning kom han i slutningen af 1762 tilbage til København, underkastede sig 1763 den foreskrevne medicinske tillægseksamen for at få ret til medicinsk praksis og arbejdede derefter på at erholde fornøden tilladelse til at tage den medicinske doktorgrad, nærmest for at kunne blive provinsialmedikus.

## Rejser
Han udarbejdede også en latinsk dissertation til dette brug, men videre nåede han ikke, i det han endnu samme år modtog et kongeligt rejsestipendium og foretog en længere studierejse,
der gik over Hannover og Strasbourg til Paris, hvor han uddannede sig i de forskellige teoretiske og praktiske discipliner hos de herværende ansete lærere.
Derefter var han 3 måneder i Rouen for hos den berømte operatør Claude-Nicolas Le Cat at uddanne sig særlig i stenoperationer. Efter et ophold i London, hvor han studerede hos John Hunter, rejste han over Holland tilbage og nåede Danmark i begyndelsen af 1766; samme år udnævntes han til overkirurg ved Frederiks Hospital.

## Frederiks Hospital og hofkirurg
Som overkirurg fik han rig lejlighed til at vise sine erhvervede kundskaber og færdigheder og vandt en ikke ringe anseelse, ikke blot som praktiker og operatør, men også som videnskabelig kirurg; på hospitalet indledede han en ny æra ved at holde regelmæssige foredrag over kirurgi og operationslære. 1768, da hans velynder Wohlert trak sig tilbage fra stillingen som hofkirurg, fik Kølpin også denne post. 1774 blev han virkeligt medlem af collegium medicum med votum decisivum også i medicinske spørgsmål; justitsrådstitlen erholdt han samme år.

## Forfattervirksomhed
1775 blev han optaget som æresmedlem i Det Medicinske Selskab, og medlem af Frederiks Hospitals direktion, hvorefter han 1776 fratrådte overkirurgposten. I den følgende tid virkede han i en udstrakt kirurgisk og medicinsk privatpraksis, men samtidig satte han sine kræfter ind på en ret omfattende forfattervirksomhed på latin og i det hele i lærd retning. Han publicerede ikke blot forskellige tidsskriftsafhandlinger, navnlig gengivelser af sine hospitalsforelæsninger, i det medicinske selskabs «acta», men også selvstændige skrifter, således sin for doktorgraden bestemte lille afhandling og et skrift indeholdende betragtninger («meletemata») over læsioner i hovedet og deres behandling.
Nogen væsentlig videnskabelig betydning kunne disse skrifter dog ikke hævde sig, om de end vise faglig indsigt og litterær sans. De fremkom i øvrigt tydelig nok som et led i en ivrig, ærgerrig bestræbelse for at stå som den første kirurgiske autoritet og navnlig i den kamp, det trak op til, at kunne vinde overtaget over den yngre, opdukkende kirurgiske kapacitet, den til det medicinske fakultet knyttede Henrich Callisen.

## Kirurgfejden
I denne blodige krig, der åbenlyst og skjult i en årrække førtes mellem de to skarpt adskilte klasser læger om kirurgiens fremtidsstilling i Danmark, var Alexander Kølpin kirurgernes egentlige hovedanfører, stærkt hjulpet af vennen Niels Ditlev Riegels og dennes skarpe pen. Han bar også til sidst sejren hjem, i det han ved sin indflydelse ved hoffet fik de fra universitetet og særlig fra Callisen udgåede planer og forslag kuldkastet og 1785 havde den triumf at se det Chirurgiske Akademie fremstå som en af universitetsmedicinen og af Collegium Medicum fuldstændig uafhængig, anselig institution, der skulde lede både den kirurgiske undervisning og hele det forventede kirurgiske videnskabelige liv i Danmark. Den svage Carsten Vilhelm Hinrich Hennings skulle vel som vedblivende generaldirektør være akademiets første professor, men Kølpin blev som hofkirurg den anden og havde, kraftig støttet af sin tro ven, den ikke mindre energiske livkirurg Johan Christian Bodendick, i virkeligheden hele styrelsen af akademiets forretninger i sin hånd, ligesom han også ved indvielsen af akademiets monumentale nye bygning i 1787 med pomp holdt den latinske festtale.

## Nederlag
Det viste sig imidlertid at være lettere for Kølpin at vinde den fremskudte og indflydelsesrige autoritetsstilling end i længden at hævde den. Da han i sin forfængelige bestræbelse for at omgive akademiet med en vis blændende videnskabelig godtkøbsnimbus efter det af den østrigske generalkirurg Brambilla og dennes læreanstalt «Josephinum» givne eksempel ville have akademiet tilstået ret til at uddele «summos honores», *c: at kreere doctores chirurgiæ, led han endnu i 1787, trods fortsat støtte i hofkredsen, et afgørende nederlag ved det medicinske fakultets og navnlig ved Christian Gottlieb Kratzensteins seje modstand.
Forskellige graverende mangler og skavanker i akademiets ledelse kom snart til syne, og selv Kølpins tidligere håndgangne mænd Riegels og kirurgen Martini faldt fra og begyndte at vende deres skarpe litterære våben mod ham. Niels Ditlev Riegels håner ham endog på et meget ømt punkt, nemlig for hans festtales fejlfulde latin-, at skrive elegant latin var netop for ham, ikke-studenten, hans særlige ærgerrighed, og han havde også af andre kritikere fået ros i så henseende. Hans uheldige øreoperation på den gamle, højt ansete livlæge Johan Just von Berger, hvilken medførte dennes død (1791), svækkede end yderligere hans autoritet, skønt han søgte at forsvare sig mod de nærgående angreb, der af denne grund rettedes mod ham, ved at udgive en udførlig beretning om tilfældet og heri søge at bevise operationens skyldfrihed.
Samme år nød han ganske vist den oprejsning at blive udnævnt til udenlandsk medlem af Vetenskapsakademin i Stockholm (hvis skrifter for 1793 indeholde en lille afhandling af ham), men han måtte finde sig i den tort, at hans farlige rival Callisen ifølge kongelig befaling tiltrådte akademiet med sæde efter generaldirektøren og derved med designation
til at succedere denne. Da Hennings 1794 døde, trak Kølpin sig «for alder og helbreds skyld» tilbage fra akademiets forelæsninger og eksaminer, og da han ikke kunne få opfyldt sin temmelig urimelige fordring om, at Callisen skulde cedere ham sæde og underskrift, søgte og fik han sin afsked.
Den danske kirurgi har næppe grund til at beklage, at det i denne mangeårige, hårdnakkede kamp dog til sidst blev Kølpin, som trak det korteste strå.

## Tilbagetrukket liv
Derefter førte Kølpin, der var ugift, et stille, tilbagetrukket liv med sin gamle husholderske og en plejedatter. Sommeren tilbragte han på sit lille landsted i Utterslev, dyrkede sin have og tog sig på forskellig måde af landsbyens beboere. De litterære interesser, han utvivlsomt havde, vedblev han at pleje; 1799 trådte han endog på ny frem som anselig latinsk forfatter, i det han udgav nogle kirurgiske afhandlinger, derimellem et nyt optryk af sine «meletemata». Efter nogle ugers sygdom døde han 20. januar 1801.
Sin smukke og omfattende bogsamling testamenterede han til det kirurgiske akademi (hvorfra den senere gik over til universitetsbiblioteket) og skænkede end videre dertil en lille kapital, hvis renter skulde anvendes til bedste for bogsamlingen eller for dens bibliotekar. Til skolen i Utterslev og pigeskolen ved Sankt Petri Kirke i København legerede han ligeledes en kapital.